# Metalectra pexiceras
Metalectra pexiceras är en fjärilsart som beskrevs av George Francis Hampson 1926. Metalectra pexiceras ingår i släktet Metalectra och familjen nattflyn. Inga underarter finns listade i Catalogue of Life.